# كريم بوضياف
كريم بوضياف (مواليد 16 سبتمبر 1990 في روي-مالميزون، فرنسا) هو لاعب كرة قدم قطري مجنس من أصل جزائري. يجيد اللعب في مركز الوسط الدفاعي أو قلب الدفاع مع منتخب قطر الوطني ونادي الدحيل في دوري نجوم قطر.

## نادي الدحيل
كان يلعب في نادي لخويا و في عام 2017 صدر قرار بدمج نادي لخويا مع نادي الجيش تحت مسمى نادي الدحيل و انضم بعدها إلى نادي الدحيل .

## روابط خارجية
- كريم بوضياف على موقع الاتحاد الأوربي (الإنجليزية)
- كريم بوضياف على موقع قاعدة بيانات كرة القدم.إي يو (الإنجليزية)
- كريم بوضياف على موقع ليكيب (الفرنسية)
- كريم بوضياف على موقع ناشيونال فوتبول تيمز (الإنجليزية)
- كريم بوضياف على موقع Soccerway.com (الإنجليزية)
- كريم بوضياف على موقع عالم كرة القدم.نت (الإنجليزية)